# Vườn quốc gia Aparados da Serra
Vườn quốc gia Aparados da Serra (tiếng Bồ Đào Nha: Parque Nacional de Aparados da Serra) là một công viên quốc gia nằm trong dãy Serra Geral của tiểu bang Rio Grande do Sul và Santa Catarina ở miền nam Brasil, giữa 29º07’—29º15’ N và 50º01’—50º10’ T. Vườn quốc gia được thành lập vào năm 1959 và là một trong những vườn quốc gia đầu tiên của Brasil, để bảo vệ thiên nhiên hẻm núi Itaimbezinho. Nó trải dài trên một diện tích 10.250 ha.
Mặc dù có diện tích không phải là lớn nhưng khu vực có một đa dạng sinh học, bao gồm rừng ven biển, đồng cỏ và rừng ẩm Araucaria. Vườn quốc gia có ít nhất 143 loài chim, 48 loài động vật có vú, 39 loài động vật lưỡng cư  và rất nhiều loài động vật có nguy cơ tuyệt chủng trên các cao nguyên như bao gồm vẹt mặt đỏ Amazon, sói bờm, và báo sư tử. Trên sườn núi, nhiều loài như rái cá, mèo rừng và khỉ hú nâu cũng có thể được tìm thấy.<
Khi mới được thành lập vào năm 1959, vườn quốc gia có diện tích 13.000 ha nay đã được giảm xuống còn 10.250 ha vào năm 1972 thông qua một sắc lệnh của tổng thống. Năm 1992, vườn quốc gia Serra Geral mới đã được tạo ra nằm gần đó bao gồm thêm 17.300 ha. Tuy nhiên, theo Trung tâm Bảo tồn nhiệt đới thuộc Đại học Duke, khu vực bảo vệ hiện tại và ngay cả sau khi mở rộng với vườn quốc gia Serra Geral kế bên, thì vẫn còn quá nhỏ để có thể bảo vệ môi trường thiên nhiên có hiệu quả.
Một trong những trở ngại chính cho các nỗ lực bảo tồn là nhà nước chỉ quản lý 67,5% diện tích đất, và thậm chí một phần còn bị nông dân chiếm dụng để sản xuất như chăn nuôi gia súc, xây dựng các đồn điền chuối, sử dụng thuốc bảo vệ thực vật... tất cả đã làm suy thoái môi trường. Mối đe dọa khác cũng làm ảnh hưởng như tình trạng thực vật xâm lấn từ các khu vực xung quanh và nạn săn trộm động vật hoang dã.
Hiện nay một ngày có tối đa 1.500 khách du lịch được vào trong vườn quốc gia để tham quan.